# I Know What I Like
«I Know What I Like»  es una canción interpretada por Huey Lewis and the News y lanzada como el cuarto sencillo del álbum Fore! en marzo de 1987.    
En Estados Unidos el sencillo alcanzó el número 9 en el Billboard Hot 100. En septiembre de 1986, tras el lanzamiento del álbum Fore!, llegó al número 25 en la Billboard Album Rock Tracks. Cuando se lanzó como sencillo en 1987, volvió a entrar en la lista, pero esta vez alcanzó el número 31. En Canadá llegó al puesto 30 de la RPM Top Singles.   
Al igual que su sencillo anterior, "Hip to Be Square", contó con las actuaciones de fondo de los entonces jugadores de San Francisco 49ers, Dwight Clark, Riki Ellison, Ronnie Lott y Joe Montana.

## Posicionamiento en listas
| Lista (1986)                                  | Máxima posición |
| --------------------------------------------- | --------------- |
| Estados Unidos (Billboard Album Rock Tracks)  | 25              |
| Lista (1987)                                  | Máxima posición |
| Estados Unidos (Billboard Hot 100)            | 9               |
| Estados Unidos (Billboard Adult Contemporary) | 30              |
| Canadá (RPM Top Singles)                      | 30              |